# Верхняя Черноречка
Верхняя Черноречка — хутор в Саракташском районе Оренбургской области в составе Жёлтинского сельсовета.

## География
Находится на правом берегу реки Сакмара на расстоянии примерно 34 километра по прямой на юго-восток от районного центра поселка Саракташ.

## Население
| 2010 |
| ---- |
| 65   |

Население составляло 87 человека в 2002 году (русские 94 %), 65 по переписи 2010 года.